# Pistvakt
Pistvakt er en svensk komedieserie, der blev sendt på SVT1 mellem 15. januar 1998 og 30. november 2000. Den første sæson blev sendt i begyndelsen af 1998 og den anden sæson i slutningen af 2000. En Vintersaga er underteksten til Pistvakts første sæson. Anden sæsonens undertekst hedder Den Andra Vintern.
Sangen "Blue And Alone" af bandet Weeping Willows er seriens ledemotiv.

## Historie
Oprindeligt var Pistvakt et teaterstykke på Pistolteatern i 1996. Det blev forud for et andet stykke, Bryggvakt.
Tomas Norström, der spiller Olle, hævdede blandt andet i en rapport i ABC, at de, der ikke har set Bryggvakt, forstår handlingen i stykket Pistvakt. I både Pistvakt og Bryggvakt har en fraværende far en vigtig rolle.

## Handling
Serien handler om de tre Marklund-brødre; Sven-Erik ("Sven-E"), Jan-Erik ("Jan-E") og Olof ("Olle"), sønner af den længe forsvundet pistevagt Erik ("Stor-Erik") med disse herrers daglig gøremål i den lille landsby Svartlien. Det kan dreje sig om at redde stockholmere på pisten, sørge for at "trækbanen" fungerer og smøres / serviceres, dræber "bjärnar" (bjørne), daglig vejr- og lavinekontrol og mere, får nogen "hojt" (brændevin) (undtagen Olle, der normalt drikker Zingo ) og dansedisko i Bengt-Hans ("Beng-Ha") bodega. Andre mennesker i Svartlien er brødrenes mor Gudrun, som de alle ser op til. En anden er Yngve, der arbejder hos amtets politimyndighed, og Eva-Lena, som er niece til Bengt-Hans.
Svartlien er et fiktivt sted i Lapplandsbjergene mod den norske grænse ("det mørkeste pistebjørnhul og det kolde hul i Norden").

## Karakterer

### Hovedroller
- Sven-Erik "Sven-E" Marklund (Lennart Jähkel), er den ældste bror til brødrene Marklund. Sven-Erik var den bror, der var tættest på Marklund-brødrenes legendariske far Stor-Erik og den sidste, der talte med faren, før han forlod familien og rejste til Norge for en anden kvinde, julen 1973. Sven-Erik har fået rolle som familieleder, når Stor-Erik går tabt, og hersker og sætter blandt sine brødre, ganske hård og overbeskyttende.
- Jan-Erik "Jan-E" Ivar Marklund (Jacob Nordenson), er mellembroren, der drømmer om livet udenfor, om kærlighed og om livet i storbyen, noget Sven-Erik ikke er særlig glad for. Nogle gange kan Jan-E bare slappe af i solen i stedet for at arbejde, og nogle gange får han et ømt knæ. I 1971 og 1972 tog han guld i Kalle Anka Cup i lille slalom, derefter forlod han Ingemar Stenmark, inden han blev pistevagt.
- Olof "Olle" Ivar Marklund (Tomas Norström), er den yngste af Marklund-brødrene. Olle ligner stadig et barn, selvom han er voksen. Han har aldrig lov til at køre på en scooter, men rejser med langrendski i stedet. Han drikker normalt Zingo i stedet for hjemmebrygget, vil gerne se Anders And på juleaften med mere.
- Gudrun Marklund (Barbro Oborg), er brødrene Marklunds hjælpsomme mor, der kommer fra Stockholm. Hun rejser sig normalt tidligt for blandt andet at splitte brænde til komfuret, afhente post og rydde brødrenes madposer. Hun blev gift med Stor-Erik Marklund, som hun vil undertrykke efter julen 1973. Hun foretrækker at blive forlovet med Beng-Ha.
- Bengt-Hans eller "Beng-Ha" (Pierre Lindstedt), ejer det meste af Svartlien; herunder "Bengt-Hans Pensionat & Bodega", hvor Svartliens gæster ankommer. Stor-Erik er Bengt-Hans held. Beng-Hans er forelsket i Gudrun og omvendt, men han har for meget respekt for Stor-Erik til at kunne investere i romantikken.

### Biroller
- Radiostemmen (Peter Holst), præsenterer nyhedsprogrammet "Fjällnytt" i radioen. Blandt andet rapporterer han normalt Sven-E's gerninger.
- Eva-Lena (Margareta Stone), kommer fra Dorotea og er niece til Beng-Ha og også en penneven med Olle. Olle og Jan-E bliver interesseret i hende ved første øjekast, og Eva-Lena vil have Olle til at komme med ham til Umeå, hvor hun vil studere på Skogshögskolans granprogram, efter at have erstattet Beng-Ha.
- Yngve Bäck (Carl-Magnus Dellow), er en politiinspektør fra amtets politi, der i første omgang er streng mod hjemmebrenning og våben uden licens og truer med at lukke anlægget. Efter at være blevet reddet af Sven-E efter en drukning, forvandles han til taknemmelighed. Han taler også bredt skånsk.
- Erik "Stor-Erik" Marklund (Sten Ljunggren), er pistevagternes fraværende far, der spiller en vigtig rolle i serien. Han er den store rollemodel for Marklund-brødrene og også Beng-Has store held og hans bedste ven. Mange historier om ham og hans gerninger blev spredt efter det og holdt i live af Sven-E.
- Dwight (Per Eggers), var en norsk svindler, der forsøgte at forføre Gudrun og stjæle Stor-Eriks ejendom. Han hævder at være opkaldt efter Dwight D. Eisenhower, og at hans far var tysk.

## Band
Pistvakt-ensemblet har også startet et band, Pistvakt och Pjäx Pistols, som har været på scenen over hele landet. Deres album Gaj å partaj blev udgivet i 2001.
| 1.  | "Va Ä De Ni Vill (Whatever You Want)"                     |  |
| 2.  | "Soln Lyser Gul Som En Zingo (Love Shine The Light)"      |  |
| 3.  | "Jan-E Ä Bra (Johnny B. Goode)"                           |  |
| 4.  | "Kära Läsk Och Matbil (Midnight Special)"                 |  |
| 5.  | "De Finns Ett Stors (House Of The Rising Sun)"            |  |
| 6.  | "Ockelbo 300 (Gimme Some Lovin')"                         |  |
| 7.  | "Klädd För Å Rädd (Dressed For Succes)"                   |  |
| 8.  | "Minns Ni Den Julen (Greenfields)"                        |  |
| 9.  | "Skoterled (Country Road)"                                |  |
| 10. | "Man Mä Livslång Längtan (I Am A Man Of Constant Sorrow)" |  |
| 11. | "Om Jag Kund Vrid Baks Tidn (If I Could Turn Back Time)"  |  |
| 12. | "2, 4, 6, 8 Bäverhojt (2, 4, 6, 8 Motorway)"              |  |
| 13. | "Snörök På Fjälle (Smoke on the Water)"                   |  |
| 14. | "Du Ä I Svartlien (You're In The Army)"                   |  |
| 15. | "Jan-E Ä Bra (Bodegaversion)"                             |  |

Den 12. oktober 2018 blev deres andet album Nere hos Beng-Ha udgivet.
| 1. | "Nere Hos Beng-Ha (Down On The Corner)"                    |  |
| 2. | "Mjörsken Storm På Väg (Bad Moon Rising)"                  |  |
| 3. | "Havremalm - Vi Kör Pistmaskin (I Love Rock 'n' Roll)"     |  |
| 4. | "Hit Kom Alla Barna (Sweet Home Alabama)"                  |  |
| 5. | "Har Ni Nånsin Sett En Ren? (Have You Ever Seen The Rain)" |  |

## Film
Efter tv-succesen blev der også lavet en spillefilm, Pistvakt, som var den mest sete svenske film på biografer i 2005.

### Handling
Brødrene Sven-Erik, Jan-Erik og Olof Marklund arbejder som pistevagter i Svartlien. Deres far, Stor-Erik (Sten Ljunggren), er død, og efter begravelsen tager skisportsstedets leder, Bengt-Hans, endelig mod og inviterer pistevagternes mor Gudrun til en forlovelsesrejse. Jan-E ser frem til sin fars store arv og forbereder sig på et nyt liv i luksus og overflod. Det vil dog ikke være som han havde til hensigt. Stor-Erik var slet ikke Sven-E snydt over sine brødre, som han var, og Jan-E bliver så rasende over løgnene, at han forlader hjemmet. Når alt er kollapset, og det er mørkest i Svartlien, sker der dog noget, der drejer pistevagternes liv i en helt anden retning. Dette på samme tid som et blodtørstigt dyr sniger sig rundt i mørket udenfor. De tre brødre står foran større prøvelser end nogensinde før.